# Melanochyla longipetiolata
Melanochyla longipetiolata är en sumakväxtart som beskrevs av K.M. Kochummen. Melanochyla longipetiolata ingår i släktet Melanochyla och familjen sumakväxter. Inga underarter finns listade i Catalogue of Life.